# Campylorhynchus chiapensis
El cucarachero de Chiapas (Campylorhynchus chiapensis), también denominado matraca chiapaneca o matraca chupahuevo, es una especie de ave paseriforme de la familia Troglodytidae endémica del sur de México. Es el miembro de mayor tamaño de su familia, con 22 cm de largo y 50 g de peso.

## Distribución y hábitat
Se encuentra únicamente en los montes de la costa pacífica del estado de Chiapas, en el sur de México. Es la única especie de ave endémica de Chiapas. Su hábitat natural son los bosques húmedos tropicales costeros.